# Vela ai Giochi della XIX Olimpiade - Dragone
La competizione della classe Dragone di vela ai Giochi della XIX Olimpiade si è svolta nei giorni dal 14 al 21 ottobre 1968 nella baia di Acapulco.

## Partecipanti
| Nazione          | Equipaggio                                                  |
| ---------------- | ----------------------------------------------------------- |
| Argentina        | Luis Schenone, Boris Belada, Pedro Sisti                    |
| Australia        | John Cuneo, John Ferguson, Thomas Anderson                  |
| Bahamas          | Godfrey Kelly, David Kelly, Roy Ramsay                      |
| Bermuda          | Kirk Cooper, Penny Simmons, Richard Belvin                  |
| Canada           | Steve Tupper, David Miller, Timothy Irwin                   |
| Danimarca        | Aage Birch, Niels Markussen, Paul Lindemark Jørgensen       |
| Spagna           | Ángel Riveras, Eugenio Jáudenes, Manuel Baiget              |
| Francia          | Michel Briand, Michel Alexandre, Pierre Blanchard           |
| Germania Est     | Paul Borowski, Karl-Heinz Thun, Konrad Weichert             |
| Germania Ovest   | Klaus Oldendorff, Axel May, Peter Stülcken                  |
| Giamaica         | Barton Kirkconnell, Charles Ogilvie, Steven Henriques       |
| Gran Bretagna    | Robin Judah, Charles Reynolds, David Tucker                 |
| Grecia           | Odyssevs Eskitzoglou, Anastasios Vogiatzis, Georgios Zaimis |
| Hong Kong        | John Park, Paul Cooper, William Turnbull                    |
| Messico          | Javier Velázquez, Esteban Gerard, Roberto Sloane            |
| Norvegia         | Theodor Sommerschield, Erik Wiik-Hansen, Jan-Erik Aarberg   |
| Paesi Bassi      | Cor Groot, Jan Bol, Pieter de Zwart                         |
| Portogallo       | António Menezes, António Weck, Fernando Bello               |
| Stati Uniti      | George Friedrichs, Barton Jahncke, Gerald Schreck           |
| Svezia           | Gunnar Broberg, Lennart Eisner, Sven Hanson                 |
| Taiwan           | Chen Hsiu-Hsiung, Chen Chih-Fu, Chang Jen-Chih              |
| Unione Sovietica | Jurij Anisimov, Valerij Afanas'ev, Valerij Ružnikov         |
| Venezuela        | Daniel Trujillo, Frohmund Burger, Hervé Roche               |

## Classifica finale
| Pos.    | Nazione          | Equipaggio                                                | Punti Totali | 1ª regata | 1ª regata | 2ª regata | 2ª regata | 3ª regata | 3ª regata | 4ª regata | 4ª regata | 5ª regata | 5ª regata | 6ª regata | 6ª regata | 7ª regata | 7ª regata |
| Pos.    | Nazione          | Equipaggio                                                | Punti Totali | P.F       | P.R       | P.F       | P.R       | P.F       | P.R       | P.F       | P.R       | P.F       | P.R       | P.F       | P.R       | P.F       | P.R       |
| ------- | ---------------- | --------------------------------------------------------- | ------------ | --------- | --------- | --------- | --------- | --------- | --------- | --------- | --------- | --------- | --------- | --------- | --------- | --------- | --------- |
| Oro     | Stati Uniti      | George Friedrichs Barton Jahncke Gerald Schreck           | 6,0          | 2         | 3,0       | 6         | 11,7      | 1         | 0,0       | 1         | 0,0       | 2         | 3,0       | 1         | 0,0       | 1         | 0,0       |
| Argento | Danimarca        | Aage Birch Niels Markussen Paul Lindemark Jørgensen       | 26,4         | 6         | 11,7      | 1         | 0,0       | 2         | 3,0       | 10        | 16,0      | 3         | 5,7       | 2         | 3,0       | 2         | 3,0       |
| Bronzo  | Germania Est     | Paul Borowski Karl-Heinz Thun Konrad Weichert             | 32,7         | 1         | 0,0       | 2         | 3,0       | 3         | 5,7       | 4         | 8,0       | 4         | 8,0       | 6         | 11,7      | 4         | 8,0       |
| 4       | Canada           | Steve Tupper David Miller Timothy Irwin                   | 64,1         | 3         | 5,7       | 8         | 14,0      | 13        | 19,0      | 6         | 11,7      | 8         | 14,0      | 7         | 13,0      | 3         | 5,7       |
| 5       | Australia        | John Cuneo John Ferguson Thomas Anderson                  | 65,0         | 8         | 14,0      | 4         | 8,0       | 9         | 15,0      | 2         | 3,0       | 5         | 10,0      | 11        | 17,0      | 9         | 15,0      |
| 6       | Svezia           | Gunnar Broberg Lennart Eisner Sven Hanson                 | 71,4         | 7         | 13,0      | 11        | 17,0      | 5         | 10,0      | 9         | 15,0      | 6         | 11,7      | 5         | 10,0      | 6         | 11,7      |
| 7       | Germania Ovest   | Klaus Oldendorff Axel May Peter Stülcken                  | 74,0         | 16        | 22,0      | 5         | 10,0      | 14        | 20,0      | 8         | 14,0      | 1         | 0,0       | 4         | 8,0       | 16        | 22,0      |
| 8       | Francia          | Michel Briand Michel Alexandre Pierre Blanchard           | 81,4         | 13        | 19,0      | 3         | 5,7       | 12        | 18,0      | 17        | 23,0      | 7         | 13,0      | 3         | 5,7       | 14        | 20,0      |
| 9       | Argentina        | Luis Schenone Boris Belada Pedro Sisti                    | 92,0         | 15        | 21,0      | 9         | 15,0      | 7         | 13,0      | 5         | 10,0      | 17        | 23,0      | 10        | 16,0      | 11        | 17,0      |
| 10      | Paesi Bassi      | Cor Groot Jan Bol Pieter de Zwart                         | 94,7         | 10        | 16,0      | DNF       | 28,0      | 18        | 24,0      | 3         | 5,7       | 11        | 17,0      | 13        | 19,0      | 7         | 13,0      |
| 11      | Unione Sovietica | Jurij Anisimov, Valerij Afanas'ev, Valerij Ružnikov       | 96,0         | 12        | 18,0      | 7         | 13,0      | 4         | 8,0       | 13        | 19,0      | 14        | 20,0      | DNF       | 29,0      | 12        | 18,0      |
| 12      | Norvegia         | Theodor Sommerschield Erik Wiik-Hansen Jan-Erik Aarberg   | 99,0         | 4         | 8,0       | 15        | 21,0      | 11        | 17,0      | 19        | 25,0      | 15        | 21,0      | 16        | 22,0      | 5         | 10,0      |
| 13      | Bermuda          | Kirk Cooper Penny Simmons Richard Belvin                  | 100,0        | 9         | 15,0      | 14        | 20,0      | 10        | 16,0      | 7         | 13,0      | 10        | 16,0      | 14        | 20,0      | 18        | 24,0      |
| 14      | Gran Bretagna    | Robin Judah Charles Reynolds David Tucker                 | 101,7        | 5         | 10,0      | 17        | 23,0      | 6         | 11,7      | 20        | 26,0      | 16        | 22,0      | 15        | 21,0      | 8         | 14,0      |
| 15      | Grecia           | Odyssevs Eskitzoglou Anastasios Vogiatzis Georgios Zaimis | 109,0        | 14        | 20,0      | 10        | 16,0      | 8         | 14,0      | 16        | 22,0      | 18        | 24,0      | 8         | 14,0      | 17        | 23,0      |
| 16      | Bahamas          | Godfrey Kelly David Kelly Roy Ramsay                      | 117,0        | DNF       | 28,0      | DNF       | 28,0      | 17        | 23,0      | 14        | 20,0      | 9         | 15,0      | 9         | 15,0      | 10        | 16,0      |
| 17      | Portogallo       | António Menezes António Weck Fernando Bello               | 124,0        | 17        | 23,0      | 13        | 19,0      | 15        | 21,0      | 11        | 17,0      | DNF       | 29,0      | 12        | 18,0      | 20        | 26,0      |
| 18      | Messico          | Javier Velázquez Esteban Gerard Roberto Sloane            | 126,0        | 19        | 25,0      | 20        | 26,0      | 16        | 22,0      | 12        | 18,0      | 12        | 18,0      | 18        | 24,0      | 13        | 19,0      |
| 19      | Hong Kong        | John Park Paul Cooper William Turnbull                    | 135,0        | 20        | 26,0      | 12        | 18,0      | 20        | 26,0      | 15        | 21,0      | 13        | 19,0      | 22        | 28,0      | 19        | 25,0      |
| 20      | Giamaica         | Barton Kirkconnell Charles Ogilvie Steven Henriques       | 138,0        | 11        | 17,0      | 16        | 22,0      | 22        | 28,0      | 21        | 27,0      | 22        | 28,0      | 17        | 23,0      | 15        | 21,0      |
| 21      | Spagna           | Ángel Riveras Eugenio Jáudenes Manuel Baiget              | 148,0        | 18        | 24,0      | 19        | 25,0      | 19        | 25,0      | 18        | 24,0      | 19        | 25,0      | 19        | 25,0      | 22        | 28,0      |
| 22      | Venezuela        | Daniel Trujillo Frohmund Burger Hervé Roche               | 157,0        | 21        | 27,0      | 18        | 24,0      | 21        | 27,0      | 23        | 29,0      | 20        | 26,0      | 20        | 26,0      | 21        | 27,0      |
| 23      | Taiwan           | Chen Hsiu-Hsiung Chen Chih-Fu Chang Jen-Chih              | 169,0        | DNS       | 29,0      | DNS       | 29,0      | DNF       | 29,0      | 22        | 28,0      | 21        | 27,0      | 21        | 27,0      | 23        | 29,0      |